# 家庭薬
家庭薬（かていやく）は、一般用医薬品(医師の処方箋がなくても購入出来る)に含まれ、長い伝統と使用経験を積んだ薬のこと。

## 日本の家庭薬
日本で行政によって家庭薬が規定されたのは、昭和21年（1946年）6月27日の厚生省衛生局長通牒が初出であり、1943年の薬事法制定以前は売薬と呼ばれていた。衛生局長通牒による定義では、家庭薬は「医薬品でその成分、分量、剤形、用法、用量、効能等より見て、医薬品に関する専門的知識のない者に使用させることを主な目的とするのが適当と認められるものは、これを家庭薬という」とされている。
家庭薬は衛生意識の高まりと製薬各社の宣伝活動によって明治・大正時代を通じてと盛んに販売されたが、昭和36年（1961年）にスタートした国民皆保険制度によって、誰もが低い自己負担で医療を受けられるようになり、かつて程の需要は失われている。